# Asdrúbal Bayardo
Asdrúbal Esteban Fontes Bayardo, přezdívaný Pocho (26. prosince 1922 Pan de Azucar – 9. července 2006 Montevideo) byl uruguayský automobilový závodník.
V polovině padesátých let se Bayardo zúčastnil argentinské Formula Libre série, která se postupně vyvíjela podle pravidel F1. Hned první závod na montevidejském okruhu El Pinar v říjnu 1956 vyhrál. S vozem Maserati 4CLT a motorem V8 Chevrolet si dojel pro vítězství také v Interlagos, listopadu 1957.
V roce 1959 odcestoval do Evropy, aby se zúčastnil GP Francie s vozem Scuderia Centro Sud, vozem Maserati 250F. Neprošel ale kvalifikací. Po nezdaru v Evropě se vrátil k seriálu Formula Libre a začal také běhat vytrvalostní závody.
V šedesátých letech pak byl koncesionářem[zdroj?] pro vozy v Pan de Azucar, San Carlos a Maldonado. Také se stal ředitelem firemní rady Opelu. Jako jeho poslední zaměstnání je uvedena agentura BSE (Banco de Seguros del Estado), velká uruguayská bankovní korporace.